# Flat design
| <1995 | 2000 | 2019 |

Flat design é um tipo de design voltado ao estilo minimalista, comumente utilizado nas interfaces gráficas de utilizador (tais como aplicações web e aplicações móveis), especialmente em materiais gráficos como cartazes, artes, guia de documentos, publicação de produtos e sites.

## Definição e finalidade
Flat Design é um estilo de design de interface enfatizando a baixa utilização de elementos estilísticos que dão a ilusão de três dimensões (3D) (tais como o uso de sombras, gradientes ou texturas) e é focada em um uso minimalista de elementos, tipografia e cores "chapadas". Designers podem preferir o flat design porque ele permite que os designs de interface sejam mais racionalizados e simplificados, além de oferecer um visual mais objetivo. É mais fácil transmitir informações através deste visual, além de ser visualmente atraente e acessível. Além disso, através deste estilo, fica mais fácil criar uma interface que é sensível a mudanças no tamanho do navegador através de dispositivos diferentes (design responsivo). Com o mínimo de elementos de design, web sites são capazes de carregar mais rápido e redimensionar-se facilmente, e ainda ajustar-se facilmente em ecrãs de alta definição.

## História
Flat Design é principalmente influenciado pelo International Typographic Style (também conhecido como Estilo Suíço), Modernismo, e os estilos emergentes da Bauhaus. O Estilo Tipográfico Internacional é muitas vezes considerado o de maior influência sobre o flat design, e o seu surgimento e popularização durante os anos 1950 e 1960 é considerado como o ponto de partida do design plano.
O Flat design foi inicialmente introduzido pela Microsoft, com o seu visual Metro. Em 2002, a Microsoft lançou o Windows Media Center e, em 2006 o Zune, um MP3 player das quais continha elementos de design plano (flat design). A Microsoft continuou este estilo de design com o lançamento do Windows Phone 7. O projeto veio acompanhado por fontes sem-serifa na tipografia e imagens com design flat. Devido ao sucesso do design do Windows Phone 7, a Microsoft lançou o Windows 8, sistema operacional baseado no Metro, com a mesma estilo "chapado". O uso de cores ousadas, tipografia simples e sombra são alguns dos elementos cruciais do plano de flat web design. Novamente, o design é dominado por bordas nítidas, cores vivas e tipografia simples e nítida. A Microsoft mudou os seus produtos atuais para o estilo visual Metro, incluindo o Xbox 360, Microsoft Office, e o próprio site da Microsoft.
Em 2013, a Apple lançou o iOS 7 com flat UI design, afastando-se do skeuomorphic design.
Em 2014, a Google lançou o Material Design para que os desenvolvedores incorporem esta sua linguagem de design para aplicativos Android e Chrome OS. O Material Design tem sido chamado de flat design, apesar de incluir alguns elementos de skeuomorphism como  sombras.
No final de 2014, o Flat 2.0 fez uso de sutis gradações de cor e sombras para servir em uma melhor experiência do usuário para os usuários finais.[carece de fontes?]
Os designers atualizaram para o Flat 2.0, pois era um desafio apresentar interações com o projeto totalmente plano da versão anterior.[carece de fontes?]
Em 2016, a maioria dos principais sistemas operacionais móveis foram adaptados para o flat design, incluindo o BlackBerry OS 10, Tizen OS e KDE Plasma 5.[carece de fontes?]

## Críticas
O Flat design tem sido criticado por fazer interfaces de usuário 
não intuitivas e estáticos. 
Ao fazer todos os elementos de design (menus, botões, links, etc.) de forma totalmente simples e sem muitos detalhes, distinguir a função que um elemento tem pode tornar-se mais difícil, por exemplo, determinar se um elemento é um botão ou um indicador. Pesquisas tem mostrado que o design plano (flat design) é mais popular entre os jovens adultos que entre adultos mais velhos. A pesquisa também mostrou que, enquanto os jovens parecem mais rápidos na hora de navegar em designs flat, eles também têm problemas com o entendimento da interface do usuário. Em 2013, Jakob Nielsen, um especialista em design de interface de usuário e usabilidade, disse que o design plano era uma "ameaça à usabilidade no tablet". Nielsen também propôs uma alternativa, um meio-termo entre skeuomorphism e design plano.